# 563. grenadirska divizija (Wehrmacht)
Za druge 563. divizij glej 563. divizija.

563. grenadirska divizija (izvirno nemško 563. Grenadier-Division) je grenadirska divizija v sestavi redne nemške kopenske vojske med drugo svetovno vojno.

## Zgodovina
Divizija je bila ustanovljena 17. avgusta 1944 na vadbišču Döberitz z reorganizacijo grenadirske šolske divizije kot divizija 30. vala.
Septembra 1944 je bila prestavljena v Reval.
9. oktobra 1944 je bila divizija preimenovana v 563. ljudsku grenadirsku diviziju.

## Vojna služba
| Datum       | Delovanje | Korpus     | Armada       | Armadna skupina       | Področje |
| Avgust 1944 |           | II. korpus | Armada Narwa | Armadna skupina Sever | Dorpat   |

## Sestava
- 1147. grenadirski polk
- 1148. grenadirski polk
- 1149. grenadirski polk
- 1563. artilerijski polk
- 1563. divizijske enote